# Richard Brooks (acteur)
Richard Brooks (Cleveland (Ohio), 9 december 1962) is een Amerikaans acteur, filmregisseur en zanger.

## Biografie
Brooks heeft gestudeerd aan de Interlochen Center for the Arts Michigan in acteren, dansen en stemwerk. Hierna verhuisde hij naar New York en werd student aan een professionele theaterschool. in de begin jaren tachtig verhuisde hij naar Los Angeles om zich te richten op het acteren voor televisie.
Brooks begon in 1983 met acteren in de televisieserie Hill Street Blues. Hierna heeft hij nog meerdere rollen gespeeld in televisieseries en films, het meest bekend is hij van zijn rol als openbare aanklager Paul Robinette in de televisieserie Law & Order waarin hij in negenenzestig afleveringen speelde (1990-2006). Brooks was een van de eerste acteurs die begonnen met deze televisieserie.
Brooks is ook actief als filmregisseur, in 1998 regisseerde hij de film Johnny B Good. Brooks is ook actief als zanger en heeft een eigen muziekalbum uitgebracht met de naam Smooth Lov en is vooral in R&B stijl, tevens heeft hij een eigen muziekproductie bedrijf opgericht genaamd Flat Top Entertainment LLC.

## Filmografie[2]

### Films
Uitgezonderd korte films.
- 2022 Montross: Blood Rules - als Cordell 'Dell' Montross sr.
- 2020 Steele Justice - als Alex
- 2020 Troubled Waters - als Floyd Cash
- 2016 You Can't Hurry Love - als pastoor Avery
- 2015 The Sin Seer - als Jake Ballard
- 2013 Mr. Sophistication - als Floyd Cash
- 2012 Officer Down – als advocaat van McAlister
- 2011 In My Pocket – als dr. Barry
- 2010 Who Da Man? – als Dante
- 2009 Dough Boys – als rechercheur Nichols
- 2004 Lexie – als Ricardo French
- 1999 In Too Deep – als Wesley
- 1998 The Wedding – als Lincoln Odis
- 1998 The Adventures of Ragtime – als agent Dooley
- 1996 Code Name: Wolverine – als speciaal agent John Baines
- 1996 The Crow: City of Angels – als Judah Earl
- 1996 The Substitute – als Wellman
- 1996 Black Rose of Harlem – als Yancey
- 1996 Chameleon – als Tom Wilson
- 1992 Memphis – als Eben Kinship
- 1990 To Sleep with Anger – als Babe Brother
- 1989 Shocker – als Rhino
- 1989 84C MoPic – als OD
- 1989 The Neon Empire – als Tampa
- 1988 Shakedown – als Michael Jones
- 1988 Off Limits – als predikant
- 1987 The Hidden – als Sanchez
- 1987 A Special Friendship – als Matt Bowser
- 1987 Saxo – als Joe
- 1986 Good to Go – als apotheker
- 1986 Resting Place – als Booker T. Douglas
- 1985 Badge of the Assassin – als Anthony Bottom
- 1985 Teen Wolf – als Lemonade
- 1984 With Intent to Kill – als Eddie Cox

### Televisieseries
Uitgezonderd eenmalige gastrollen.
- 2024 9-1-1 - als chief Simpson - 4 afl.
- 2019 - 2023 Good Trouble - als Joseph - 11 afl.
- 2017 - 2021 The Rich & the Ruthless - als Augustus Barringer - 24 afl.
- 2020 The Haves and the Have Nots - als Al - 5 afl.
- 2019 - 2020 Bosch - als Dwight Wise - 9 afl.
- 2019 All Rise - als assistent-chief Jack Healy - 2 afl.
- 2013 - 2019 Being Mary Jane - als Patrick Patterson - 34 afl.
- 2018 - 2019 Jacqueline and Jilly - als Magnus Mitchell - 6 afl.
- 2017 - 2018 The Flash - als Warden Gregory Wolfe - 4 afl.
- 2012 The American Experience - als Frederick Douglass - 2 afl.
- 2007 Drive – als rechercheur Ehrle – 3 afl.
- 1990 – 2006 Law & Order – als openbare aanklager Paul Robinette – 69 afl.
- 1999 – 2000 G vs E – als Henry McNeil – 22 afl.

- Biblioteca Nacional de España: XX4605297
- Bibliothèque nationale de France: cb140357265 (data)
- International Standard Name Identifier: 0000 0000 8155 8380
- Library of Congress Control Number: no2007064657
- SNAC: w68w45cs
- Système universitaire de documentation: 07920600X
- Virtual International Authority File: 76095404
- WorldCat: E39PBJrgJ6DkKT6PqyXjj9F3Qq